# Electronic Text Corpus of Sumerian Literature

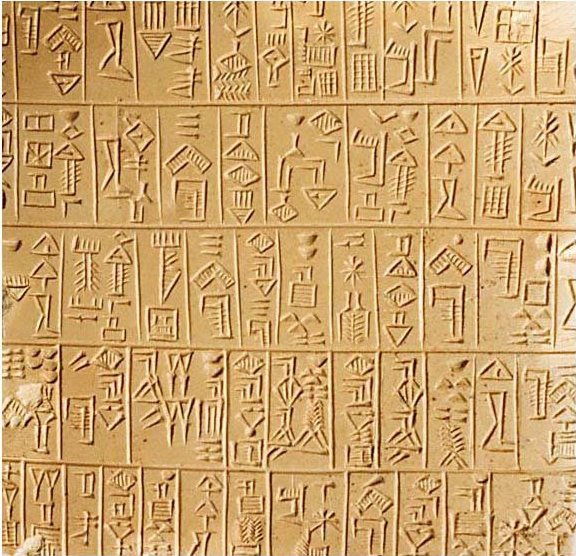
Cuneiforme sumero, circa 2600 a.C.

L'Electronic Text Corpus of Sumerian Literature (ETCSL, "Corpus elettronico dei testi della letteratura sumera") è un progetto che fornisce una biblioteca digitale liberamente disponibile online delle traduzioni di opere letterarie sumere.
Il sito web di questo progetto contiene "testi sumeri, traduzioni in prosa inglese e informazioni bibliografiche" per "oltre 400 opere letterarie composte in lingua sumera nell'antica Mesopotamia (odierno Iraq) tra la fine del III millennio e il principio del II millennio a.C.".
Vi si può sia navigare sia effettuare ricerche. Inoltre, include traslitterazioni, testi compositi, una bibliografia della letteratura sumera e una guida alle convenzioni di pronuncia per i nomi propri e le forme letterarie.
Il progetto si poneva lo scopo di rendere la letteratura sumera accessibile a coloro che desideravano leggerla o studiarla e divulgarla ad un pubblico più ampio.
Il progetto fu fondato da Jeremy Black nel 1997 ed ha sede presso l'Oriental Institute dell'Università di Oxford, Regno Unito. Fu finanziato dall'Università assieme alla fondazione Leverhulme Trust e all'Arts and Humanities Research Board.
Vari altri enti sono stati coinvolti nel progetto, tra i quali vi sono l'All Souls College, Oxford, la British Academy, il Fondo Ungherese per la Ricerca Scientifica (OTKA) e l'Accademia delle Scienze ungherese. Alcuni fra i contributori del progetto sono stati Graham Cunningham, Eleanor Robson, Gabor Zolyomi, Miguel Civil, Bendt Alster, Joachim Krecher e Piotr Michalowski.
Anche le biblioteche dell'Università di Chicago e dell'Università della Pennsylvania ora utilizzano comunemente il sistema di abbreviazioni dell'ETCSL.
Il finanziamento del progetto terminò nel 2006, cosa che ne comportò la chiusura.

## Pubblicazioni
- J.A. Black et al., The Literature of Ancient Sumer, Oxford University Press, 2004, ISBN 978-0-19-926311-0.
- J. Ebeling, G. Cunningham (a cura di), Analysing Literary Sumerian: Corpus-Based Approaches, Equinox, Londra, 2007, ISBN 978-18-4553229-1.